# Pseudorchestoidea brito
Pseudorchestoidea brito är en kräftdjursart som först beskrevs av Stebbing 1891.  Pseudorchestoidea brito ingår i släktet Pseudorchestoidea, och familjen tångloppor. Arten är reproducerande i Sverige.